# Dina Asher-Smith
Geraldina Rachel Asher-Smith, detta Dina (Orpington, 4 dicembre 1995), è una velocista britannica, campionessa mondiale dei 200 metri piani a Doha 2019.

## Palmarès
| Anno                                  | Manifestazione          | Sede           | Evento      | Risultato  | Prestazione | Note                                                       |
| ------------------------------------- | ----------------------- | -------------- | ----------- | ---------- | ----------- | ---------------------------------------------------------- |
| In rappresentanza della Gran Bretagna |                         |                |             |            |             |                                                            |
| 2012                                  | Mondiali U20            | Barcellona     | 200 m piani | 7ª         | 23"50       | Miglior prestazione personale                              |
| 2012                                  | Mondiali U20            | Barcellona     | 4 × 100 m   | Finale     | dnf         |                                                            |
| 2013                                  | Europei U20             | Rieti          | 200 m piani | Oro        | 23"29       |                                                            |
| 2013                                  | Europei U20             | Rieti          | 4 × 100 m   | Oro        | 43"81       | Miglior prestazione nazionale under 20                     |
| 2013                                  | Mondiali                | Mosca          | 4 × 100 m   | Bronzo     | 42"87       |                                                            |
| 2014                                  | Mondiali U20            | Eugene         | 100 m piani | Oro        | 11"23       |                                                            |
| 2014                                  | Europei                 | Zurigo         | 200 m piani | Finale     | dnf         |                                                            |
| 2015                                  | Europei indoor          | Praga          | 60 m piani  | Argento    | 7"08        | Record nazionale                                           |
| 2015                                  | Mondiali                | Pechino        | 200 m piani | 5ª         | 22"07       | Record nazionale                                           |
| 2015                                  | Mondiali                | Pechino        | 4 × 100 m   | 4ª         | 42"10       | Record nazionale                                           |
| 2016                                  | Mondiali indoor         | Portland       | 60 m piani  | Finale     | dns         |                                                            |
| 2016                                  | Europei                 | Amsterdam      | 200 m piani | Oro        | 22"37       | Miglior prestazione personale stagionale                   |
| 2016                                  | Europei                 | Amsterdam      | 4 × 100 m   | Argento    | 42"45       | Miglior prestazione personale stagionale                   |
| 2016                                  | Giochi olimpici         | Rio de Janeiro | 200 m piani | 5ª         | 22"31       | Miglior prestazione personale stagionale                   |
| 2016                                  | Giochi olimpici         | Rio de Janeiro | 4 × 100 m   | Bronzo     | 41"77       | Record nazionale                                           |
| 2017                                  | Mondiali                | Londra         | 200 m piani | 4ª         | 22"22       | Miglior prestazione personale stagionale                   |
| 2017                                  | Mondiali                | Londra         | 4 × 100 m   | Argento    | 42"12       |                                                            |
| 2018                                  | Europei                 | Berlino        | 100 m piani | Oro        | 10"85       | Record nazionale · Miglior prestazione mondiale stagionale |
| 2018                                  | Europei                 | Berlino        | 200 m piani | Oro        | 21"89       | Record nazionale · Miglior prestazione mondiale stagionale |
| 2018                                  | Europei                 | Berlino        | 4 × 100 m   | Oro        | 41"88       | Miglior prestazione mondiale stagionale                    |
| 2019                                  | Mondiali                | Doha           | 100 m piani | Argento    | 10"83       | Record nazionale                                           |
| 2019                                  | Mondiali                | Doha           | 200 m piani | Oro        | 21"88       | Record nazionale                                           |
| 2019                                  | Mondiali                | Doha           | 4 × 100 m   | Argento    | 41"85       | Miglior prestazione personale stagionale                   |
| 2021                                  | Giochi olimpici         | Tokyo          | 100 m piani | Semifinale | 11"05       |                                                            |
| 2021                                  | Giochi olimpici         | Tokyo          | 4 × 100 m   | Bronzo     | 41"88       |                                                            |
| 2022                                  | Mondiali                | Eugene         | 100 m piani | 4ª         | 10"83       | =                                                          |
| 2022                                  | Mondiali                | Eugene         | 200 m piani | Bronzo     | 22"02       |                                                            |
| 2022                                  | Mondiali                | Eugene         | 4 × 100 m   | 6ª         | 42"75       |                                                            |
| 2022                                  | Europei                 | Monaco         | 100 m piani | 8ª         | 16"03       |                                                            |
| 2022                                  | Europei                 | Monaco         | 200 m piani | Argento    | 22"43       |                                                            |
| 2022                                  | Europei                 | Monaco         | 4x100 m     | Finale     | dnf         |                                                            |
| 2023                                  | Mondiali                | Budapest       | 100 m piani | 8ª         | 11"00       |                                                            |
| 2023                                  | Mondiali                | Budapest       | 200 m piani | 7ª         | 22"34       |                                                            |
| 2024                                  | Europei                 | Roma           | 100 m piani | Oro        | 10"99       |                                                            |
| 2024                                  | Europei                 | Roma           | 4x100 m     | Oro        | 41"91       | Miglior prestazione europea stagionale                     |
| 2024                                  | Giochi olimpici         | Parigi         | 100 m piani | Semifinale | 11"10       |                                                            |
| 2024                                  | Giochi olimpici         | Parigi         | 200 m piani | 4ª         | 22"22       |                                                            |
| 2024                                  | Giochi olimpici         | Parigi         | 4x100 m     | Argento    | 41"85       |                                                            |
| In rappresentanza dell' Inghilterra   |                         |                |             |            |             |                                                            |
| 2018                                  | Giochi del Commonwealth | Gold Coast     | 200 m piani | Bronzo     | 22"29       |                                                            |
| 2018                                  | Giochi del Commonwealth | Gold Coast     | 4 × 100 m   | Oro        | 42"46       | Record nazionale                                           |

## Altre competizioni internazionali
2018
- Argento in Coppa continentale ( Ostrava), 100 m piani - 11"16
- Argento in Coppa continentale ( Ostrava), 4 × 100 m - 42"55

2019
- Vincitrice della Diamond League nella specialità dei 100 m piani

## Riconoscimenti
- Atleta europea dell'anno (2018)